# Aplodiploidia
L'aplodiploidia è un sistema di determinazione sessuale che caratterizza la prole di svariate specie, tra cui api, vespe e coleotteri. Il sesso in questo tipo di determinazione sessuale dipende dal numero di gameti che l'individuo riceve. La femmina (diploide) è generata da un uovo fecondato, mentre il maschio (aploide) può essere generato dal solo uovo anche se non fecondato. Questo significa che i maschi hanno metà numero di cromosomi rispetto alle femmine diploidi.